# Лаза Костић
Лазар Лаза Костић (Ковиљ, 31. јануар / 12. фебруар 1841 — Беч, 26. новембар 1910) био је српски ерудита. Бавио се књижевношћу (поезијом и прозом), правним наукама, новинарством и естетиком. По образовању је био доктор правних наука.

## Биографија
Рођен је 1841. године у Ковиљу, у Бачкој, у војничкој породици. Отац му се звао Петар Костић, а мајка Христина Јовановић. Имао је и старијег брата Андрију, али њега и своју мајку није упамтио јер су они преминули док је Лазар још био беба. Петар Костић, Лазаров отац, преминуо је 1877. године. Основну школу је учио у месту рођења, где му је учитељ био Глигорије Глиша Каћански. Гимназију је завршио у Новом Саду, Панчеву и Будиму, а права и докторат права 1866. на Пештанском универзитету. Службовање је почео као гимназијски наставник у Новом Саду; затим постаје адвокат, велики бележник и председник суда. Све је то трајало око осам година, а потом се, све до смрти, искључиво бави књижевношћу, новинарством, политиком и јавним националним пословима. Двапут је допао затвора у Пешти: први пут због лажне дојаве да је учествовао у убиству кнеза Михаила и други пут због борбеног и антиаустријског говора у Београду на свечаности приликом проглашења пунолетства кнеза Милана.
Кад је ослобођен, у знак признања, био је изабран за посланика Угарског сабора, где је, као један од најбољих сарадника Светозара Милетића, живо и смело радио за српску ствар. Потом живи у Београду и уређује „Српску независност”, али под притиском реакционарне владе морао је да напусти Србију. На позив кнеза Николе одлази у Црну Гору и ту остаје око пет година, као уредник званичних црногорских новина и политички сарадник кнежев. Но и ту дође до сукоба, па се врати у Бачку. У Сомбору је провео остатак живота релативно мирно. Ту је десет година био председник Српске народне читаонице која се данас по њему назива.
У Пешти се 1892. године сусрео са Николом Теслом коме је 1895. препоручио за женидбу Ленку Дунђерски, у коју је и сам био потајно заљубљен.
Умро је 1910. год. у Бечу, а сахрањен је на Великом Православном гробљу у Сомбору. Остаће запамћен као један од најзначајнијих књижевника српског романтизма.
Изабран је за члана Српског ученог друштва 27. фебруара 1883, а за редовног члана Српске краљевске академије 26. јануара 1909.

## Књижевни рад
Као политички човек и јавни радник Костић је вршио снажан утицај на српско друштво свога времена. Он је један од оснивача и вођа „Уједињене омладине“, покретач и уредник многих књижевних и политичких листова, интиман сарадник Светозара Милетића. Он се у Аустрији борио против клерикализма и реакције, а у Србији против бирократске стеге и династичара. Кад је зашао у године, напустио је своју ранију борбеност и слободоумље, па је то био разлог што се и његов књижевни рад стао потцењивати.
Костић је своје књижевно стварање почео у јеку романтизма, поред Змаја, Јакшића и других врло истакнутих писаца. Па ипак, за непуних десет година стварања он је стао у ред највећих песника и постао најпознатији представник српског романтизма.
Превео је уџбеник римског права „Пандекта” са немачког језика 1900. године, у то време велики део времена је проводио у манастиру Крушедолу.

## Стих, проза, позориште
Костић се у својој поезији често дотакао универзалних тема и људских брига, посебно односа између човека и Бога, друштва и ближњих. Допринео је стилским и језичким иновацијама, слободно експериментишући, често науштрб јасноће. Његово дело је ближе европском романтизму него било ком другом српском песнику његовог доба. Костић је у бројним, непотпуним теоријским есејима неуспешно покушао да комбинује елементе  народне песме са елементима европског романтизма. Недостатак успеха може се приписати напредној природи његове поезије, идејама његовог времена и његовој ексцентричности.
Костићева драма Максим Црнојевић (1863.) представља први покушај драматизације епске песме. Пера Сегединац (1875) се бави борбом Срба за своја права у Аустро-Угарској и његова представа Гордана (1890) није добила пуно похвала.
И сâм преводилац Шекспира, Лаза Костић свесно је уносио шекспировске елементе адаптирајући српску историју и епику за театар, али је и поред тога стварао један оригиналан и препознатљив стил. И песнички таленат, али и добро познавање антике и ренесансе, учинили су да Костић створи трагедије чији заплети одскачу од књижевно-историјских узора, а сама радња, што је и типично за дела романтизма, у први план истиче љубавни и национални занос.
Костић је био контроверзна личност; у младости га је више славило него што је разумело, а у старости је постао мање популаран, праву славу постигао је тек након смрти. Данас је општеприхваћено да је Костић зачетник модерне српске поезије.

## Приватни живот и личност
Лаза Костић је био познат по томе што је пркосио одевањем, ставовима, критикама и поезијом због чега су га звали „Луди Лаза”. Лаза Костић може се окарактерисати као ексцентрик, али је имао генијалну искру. Први је у драму поезије увео јамбски стих и први је преводио Шекспирова дела на српски језик. На једном европском ауторском конгресу с почетка 20. века покушао је да објасни однос између културе Србије и западноевропских култура.

### Ленка Дунђерски
Костић је био пријатељ са Лазаром Дунђерским, патријархом једне од најважнијих српских племићких породица у Аустроугарској. Био је заљубљен у Јелену Ленку Дунђерски, Лазарову млађу ћерку,  која је била 29 година млађа од њега. Песника није очарала само Ленкина лепота, већ и њено образовање, занимање за уметност, познавање језика (немачки, француски, мађарски). До сусрета са Костићем већ је одбила неколико брачних понуда, а потом није хтела ни чути за друге. Зато су Софија, њена мајка, и брат Гедеон говорили да остарели и сиромашни песник растерује просце. Али Ленкин отац Лазар, који је песника, свог пријатеља и кума, изузетно ценио и у то време га материјално издржавао, имао је дипломатскији став. Ни девојка није била равнодушна према Костићу, тридесет година старијем од ње, о чему сведочи и њен дневник, чији су фрагменти објављени 120 година након њене смрти:
| „ | Да ли је срце слободно господину Лази? Знам да је раскинуо једну веридбу. Када сам му понудила споменар да се упише, рекао је да једно вече неће бити довољно за смишљање стихова достојних мене. Знам, моја плава коса и очи, и струк, нису остављали равнодушним ни младиће у Бечу. Но, ја нисам томе придавала пажњу, очекујући час када ћу осетити да ми то говори онај прави. Па се лецнух. Није ли прави стигао? Г. Лаза ми је писао. Како сам срећна читав дан. Каже: “Раздаљина разбистри срце и ум, ја Вас волим више него икада, а не смем да Вас волим. Упили сте ми се у поглед, срце, мозак, а ја се трудим да Вас истиснем одатле. Зато сам и побегао од вас." Дани ми неизмерно брзо теку у друштву са гдином Лазом. Тек у њему видим шта је живот. С њим никада не може бити досадно! Шта је препрека нашем осећању? Зато што је сиромашан? Мени то није важно. Бацам му се под ноге. Зар не би био срећан да добије мене за жену? Зар се нечега боји? Мог богатства? Ништа то мени није важно. Само он. | ” |

Песник је све теже прихватао Ленкину љубав. Често се повлачио у самовање у манастиру Крушедол. Чак је и сам покушавао да Ленки нађе мужа. Иако му је Ленка узвратила љубав, Лазар Дунђерски није одобравао њихову везу и није им дозволио да се венчају. Уговорио је брак између Костића и Јулијане Паланачки. Костић је покушао да договори брак између Ленке и српско-америчког научника Николе Тесле, али је Тесла одбио понуду.
Ленкин отац саветује песнику да се коначно ожени Јулијом Паланачки, богатом сомборском миражџиком. У борби између мозга и срца, у песнику је побиједио разум. Тако је и учинио па ће са Јулијом 1895. отићи на брачно путовање у Венецију и посетити цркву Санта Марија дела Салуте. Ленка је ћутала скривајући своје емоције. Те исте године, два месеца после Костићевог венчања, изненадно је умрла у Бечу, на свој 25. рођендан. Њена смрт, према мишљењу лекара узрокована тифусном грозницом, остала је под велом тајне. Многи аутори говоре да је починила самоубиство, или да је умрла од туге. Пре Костићевог венчања записала је у свој тајни дневник:
| „ | Готово је све. Он се оженио! Да ли је могао да буде свирепији? За кума је позвао мог оца! Савршен злочин, без трага. Али зашто? Шта сам нажао учила? Зашто се оженио за богатство и само због тога? Чујем, није ни лепа, ни млада, само миражџика. Зар на то спаде мој велики песник и сви његови, и моји идеали? Отишла је моја срећа. Нашто сада и живот? | ” |

После њене смрти, Костић је написао Санта Марија дела Салуте, једно од његових најважнијих дела и, како се каже, једну од најлепших љубавних песама написаних на српском језику.
Песма је објављена 1909. године, а песник је умро годину дана касније. На основу ове љубавне приче је снимљен филм „Санта Марија дела Салуте“ који је премијерно приказан у децембру 2016. године.

## Дела
По времену у којем је живео и стварао, Костић је романтичар, али је многим својим остварењима претеча модернизма 20. века. Његова природа се потпуно одражава у његовим песмама. Био је поносан, самоуверен, оштрог ума, пркосан и отворен. Стално је одступао од свакодневног и уобичајеног. Живео је као пример бизарног, ексцентричног, разбарушеног романтичара који у свему што је радио био другачији од других, издвојен, оригиналан. Често је жестио своје савременике својим понашањем и изгледом. О атмосфери која је владала око песника довољно говори често употребљавана констатација „Луди Лаза”. Песник је још више пркосио јер је био свестан свог песничког генија и сиромаштва духа света који га окружује.
Лаза Костић, као песник, филозоф и естетичар, развио је и теоријски образложио своју оригиналну поезију. Основни принцип је укрштање супротности (тема, мотива, форми, песничких слика, ритмова, звукова). У остварењу овог принципа значајну улогу имају две појаве: симетрија и хармонија.
Написао је око 150 лирских и двадесетак епских песама, балада и романси;
три драме:
- Максим Црнојевић, (написана 1863, објављена 1866)  138395143
- Пера Сегединац (1882)
- Ускокова љуба или Гордана (1890);

естетичку расправу:
- Основа лепоте у свету с особеним обзиром на српске народне песме (1880),

филозофски трактат:
- Основно начело, Критички увод у општу философију (1884),

и велику монографију:
- О Јовану Јовановићу Змају (Змајови), његовом певању, мишљењу и писању, и његовом добу (1902).[24]

Поред већег броја чланака полемичног карактера, предавања, скица и фељтона. Од преводилачког рада најзначајнији су његови преводи Шекспира: „Хамлет“, „Ромео и Јулија“ и „Ричард III“. У прози је написао и неколико приповедака („Чедо вилино“, „Махараџа“, „Мученица“). Једна од најпознатијих дела су му програмска песма „Међу јавом и мед сном“, као и „Santa Maria della Salute“ једна од највреднијих лирских песама српске уметничке књижевности.
Превео је уџбеник римског права „Пандекта” са немачког језика 1900. године, у то време велики део времена је проводио у манастиру Крушедолу.

## Наслеђе
Једна новобеоградска школа од 2005. носи име по Лази Костићу. Основна школа у Ковиљу, родном месту Лазе Костића, такође носи његово име. Од 2000. године у Новом Саду постоји гимназија која носи име по Лази Костићу и вероватно је једина средња школа у Србији која поседује праву школску позоришну салу са 215 седишта и модерном пратећом опремом за професионалан рад.
Њему у част установљене су Награда Лаза Костић и Награда Венац Лазе Костића, а у част песме „Санта Марија дела Салуте” организована је у Сомбору манифестација Дан Лазе Костића, на којој се сваког 3. јуна одабраном песнику додељује Венац Лазе Костића. Први добитник је Перо Зубац, а 2016. године Душко Новаковић и Стојан Бербер. Награду је 2017. године добио новосадски песник Јован Зивлак.
О њему је 1985. снимљен филм Случај Лазе Костића. По њему се зове Библиотека „Лаза Костић“ Чукарица. По њему је названа Улица Лазе Костића (Сомбор).
Лаза Костић је уврштен у 100 најистакнутијих Срба.
Један је од оснивача добровољног ватрогасног друштва у Новом Саду, које данас по њему носи име: ДВД "др Лаза Костић".

### Реквијем Лазе Костића
Српски новинар и публициста Иван Калаузовић Иванус написао је марта 2017. године лирску, елегичну песму „Реквијем Лазе Костића”, замишљену као наставак поеме „Santa Maria della Salute” и омаж Лази Костићу. Стихове „Реквијема...” јавност је први пут чула у Чикагу, пре пројекције филма „Santa Maria della Salute” Здравка Шотре у биоскопу „Century Centre”. Пред пуном салом, говорила их је новинарка некадашњег Радио Сарајева Милка Фигурић.
Вокално извођење „Реквијема Лазе Костића” емитовано је у оквиру емисије „Вечерас заједно” Првог програма Радио Београда априла 2017. У улози оратора поново је била Милка Фигурић, чији се глас тада чуо на таласима Радио Београда први пут након распада ЈРТ система.

## Галерија
- Марко Мурат - Портрет Лазе Костића, 1898.
- Урош Предић - Песник Лаза Костић
- Спомен-биста Лази Костићу у Београду
- Ленка Дунђерски и Лаза Костић споменици у Кулпину
- Писмо књижевника Лазе Костића пријатељу Јовану Миличићу, Сомбор, 14. јула 1908. г. Писмо је музејска грађа Позоришног музеја Војводине
- Писмо и разгледница Лазе Костића Урошу Предићу, део Збирке Уроша Предића